# Захист джерела
Захист джерел — це право, яке надається журналістам за законами багатьох країн, а також за міжнародним правом. Воно забороняє органам влади, включаючи суди, примушувати журналіста розкривати особу анонімного джерела. Це право базується на визнанні того, що без надійної гарантії анонімності багато хто буде стримуватися від виступу та обміну інформацією з громадськістю з журналістами.
Незалежно від того, чи захищено право на конфіденційність джерела законом, процес спілкування між журналістами та джерелами може поставити під загрозу конфіденційність та безпеку джерел, оскільки треті сторони можуть зламати електронні комунікації або іншим чином шпигувати за взаємодією між журналістами та джерелами. Інформаційні засоби масової інформації та їх джерела висловлюють занепокоєння щодо прихованого доступу до своїх приватних комунікацій. Для зменшення цих ризиків журналісти та джерела часто покладаються на зашифровані повідомлення.
Незважаючи на те, що професійна журналістська практика тягне за собою багатосторонній пошук, перевірку та підтвердження, конфіденційні джерела є ключовою складовою цієї практики. Навіть репортаж, що включає збір думок на вулицях або довідковий інструктаж, часто покладається на довіру, що журналіст поважає конфіденційність, коли цього вимагають. 

## Правова основа[2]
За правовим режимом інформація у володінні журналіста (ЗМІ) загалом прирівнюється до інформації у володінні будь-якого громадянина (юридичної особи). Тобто право на недоторканність інформації та на вжиття засобів захисту своєї інформації гарантоване їм ст. 32, 34, 54 Конституції України.
Право журналіста не розкривати джерело інформації є однією з гарантій свободи вираження поглядів, яка визначена практикою Європейського суду з прав людини за ст. 10 Конвенції про захист прав людини й основоположних свобод 1950 р.

У частині 3 ст. 25 Закону України «Про інформацію» (в ред. від 13 січня 2011 р.) визначено:
«Журналіст має право не розкривати джерело інформації або інформацію, яка дозволяє встановити джерела  інформації, крім випадків, коли його зобов'язано до цього рішенням суду на основі закону.» 
Крім того, Кримінальним процесуальним кодексом (2012 р.) передбачено, що:

- журналісти - про відомості, які містять конфіденційну інформацію професійного характеру, надану за умови нерозголошення авторства або джерела інформації;» (п. 6 ч. 2 ст. 65);
- «До охоронюваної законом таємниці, яка міститься в речах і документах, належать:..
- інформація, що знаходиться у володінні засобу масової інформації або журналіста і надана їм за умови нерозголошення авторства або джерела інформації;» (п. 1 ст. 162);
- «Забороняється залучати до конфіденційного співробітництва під час проведення негласних слідчих дій… журналістів, якщо таке співробітництво буде пов’язане з розкриттям конфіденційної інформації професійного характеру.» (ч. 2 т. 275). 

## Актуальність

### Цифрове середовище
Цифрове середовище ставить під загрозу традиційний правовий захист джерел журналістів. Хоча закони про захист або зобов'язання репортера захищають анонімність джерел в минулому, в епоху цифрової звітності, масового спостереження, обов'язкового зберігання даних та розголошення сторонніми посередниками, цей захист є менш надійним.
Технологічні розробки та зміна оперативних методів поліції та розвідувальних служб переробляють юридичну класифікацію конфіденційності та журналістські привілеї на міжнародному рівні. Швидким технологічним прогресом правоохоронні органи та органи національної безпеки перейшли від процесу виявлення вже скоєних злочинів, до способів запобігання загрозам у середовищі після 11 вересня. У цифрову епоху злочином може бути не акт вчинення (або підозра у вчиненні) злочину, а простий акт використання певних способів спілкування - наприклад, мобільних технологій, електронної пошти, соціальних мереж та Інтернету.
Зараз журналісти пристосовують свою роботу, намагаючись захистити джерела від впливу, іноді навіть прагнучи уникати електронних пристроїв та комунікацій. Вартість загрози захисту джерел цифрової епохи є значною - з точки зору засобів цифрового захисту, навчання, переходу до більш трудомістких аналогових практик та юридичних консультацій. Така тактика може бути недостатньою, якщо юридичний захист слабкий, анонімність заборонена, шифрування заборонено, а самі джерела не знають про ризики. Вплив цих комбінованих факторів на виробництво та сферу розслідування журналістики на основі конфіденційних джерел є суттєвим.
Якщо захист джерела порушено, наслідки можуть включати:
- Розкриття журналістських розслідувань перед публікацією, що може спричинити приховання, залякування чи знищення інформації,
- Розкриття ідентичності джерел із юридичними чи позаправними наслідками для них,
- Джерела інформації зникають,
- Самоцензура журналістів та громадян.